# Martin Fischer (Diplomat)
Martin Fischer (* 13. April 1882 in Gernrode; † 23. Januar 1961 in Hamburg) war ein deutscher Diplomat, Mitglied der NSDAP, Gesandter in Nanking.

## Leben

### Herkunft, Studium, Heirat und Beruf
Martin Fischer war der Sohn eines Pastors. Er besuchte das Humanistische Gymnasium in Zerbst, wo er 1901 das Abitur ablegte. Von 1901 bis 1904 studierte er Rechtswissenschaft Englisch, Französisch, und Chinesisch in Lausanne, Berlin und Halle. 1905 wurde er Referendar in Anhalt. 1907 trat er in den auswärtigen Dienst ein. Von 1907 bis 1909 war er an der Botschaft in Peking und in der Folge an verschiedenen Orten in China in den konsularischen Vertretungen tätig. Von 1918 bis 1919 war er kommissarischer Leiter des Konsulates in Bergen beschäftigt. 1920 heiratete er die Norwegerin Sigrid Johnsen. Das Paar bekam drei Kinder, darunter den 1921 in Oslo geborenen Diplomaten Gerhard Fischer. Von 1920 bis 1925 arbeitete Martin Fischer an der Gesandtschaft Kristiania, ab 1921 mit der Amtsbezeichnung Legationssekretär. 1926 übernahm er die Geschäfte als Konsul in Mukden und wurde Gesandtschaftsrat in Peking.

### Zeit des Nationalsozialismus
Fischer trat zum 1. August 1935 in die NSDAP ein (Mitgliedsnummer 2.552.786). 1937 wurde er kommissarischer Leiter des Generalkonsulates in Shanghai, wo er 1939 zum Generalkonsul ernannt wurde.
Am 3. Juli 1941 teilte das Außenministerium in Chongqing dem ranghöchsten Vertreter des Deutschen Reiches, Heinrich Northe den Abbruch der Beziehungen mit. Das Kabinett Hitler nahm volle diplomatische Beziehungen mit der Regierung in Nanking auf und Martin Fischer wurde im Juli 1941 Geschäftsträger mit der Amtsbezeichnung Gesandter. Am 16. Oktober 1941 wurde Heinrich Georg Stahmer zum Botschafter in China ernannt. Am 10. Dezember 1941 erklärte Chiang Kai-shek dem Deutschen Reich den Krieg und am 19. Januar 1942 überreichte Stahmer Wang Jingwei sein Beglaubigungsschreiben als Botschafter. Martin Fischer wurde im September 1944 in Nanking in den Ruhestand versetzt. Laut Unabhängiger Historikerkommission  Auswärtiges Amt gehörte Fischer zu den ca. 20 Mitarbeitern Ribbentrops. die nach dem gescheiterten Attentat vom 20. Juli 1944 den Dienst zu quittieren hatten, weil sie als potentielle Verräter erschienen. Auf Fischer, der mit einer gebürtigen Norwegerin verheiratet war, wurde der „Führererlass“ vom 19. Mai 1943 „über die Fernhaltung international gebundener Männer von maßgebenden Stellen in Staat, Partei und Wehrmacht“ angewendet.
Peter Finkelgruen stellt mit Dokumenten dar, Fischer habe laufend über das „Judentum in Shanghai“ berichtet und dafür gesorgt, Juden die deutsche Staatsangehörigkeit zu entziehen.

### Nachkriegszeit
Fischer hielt sich bis 1947 in China auf, ehe er nach Deutschland zurückkehrte. Im August 1953 wurde er als Referent in den Auswärtigen Dienst der Bundesrepublik Deutschland berufen. Dort leitete er zunächst das Referat B5 „Chinesische Volksrepublik“ später das Referat 352 „China, Mongolei, Nordkorea, Hongkong, Macau“. Nach Beendigung seines Dienstverhältnisses im Februar 1957 baute er das Institut für Asienkunde in Hamburg auf und hatte dessen Leitung inne. 1958 wurde Fischer mit dem Großen Verdienstkreuz mit Stern der Bundesrepublik Deutschland ausgezeichnet.

## Schriften
- Szetschuan, Diplomatie und Reisen in China während der letzten drei Jahre der Kaiserzeit. Aus den Papieren des Gesandten Martin Fischer. Mit einem Anhang: 40 Jahre deutsche China-Politik. Bearbeitet von Sigrid Fischer und Hartmut Zelinsky. München/Wien 1968.